# Durrani
Los durrani o durrānī (en pastún: دراني, pronunciado [durɑˈni]), antiguamente conocidos como los abdali (ابدالي), son una de las tribus pastunes más grandes. Su tierra natal tradicional está en el sur de Afganistán (región de Loy Kandahar), en la zona de Toba Achakzai en Baluchistán (Pakistán), aunque también están asentados en otras partes de Afganistán y de Khyber Pakhtunkhwa de Pakistán.
Ahmad Shah Durrani, que es considerado el fundador del moderno estado de Afganistán, pertenecía a la tribu abdali. En 1747, después de establecer el Imperio afgano con sede en Kandahar, adoptó el epíteto Shāh Durr-i-Durrān, es decir, 'Rey, Perla de las Perlas', y se cambió el nombre de la tribu a 'durrani' en su honor.
La mayoría de los durranis hablan pastún del sur, que está considerado una variedad prestigiosa del pastún.

## Ascendencia y origen

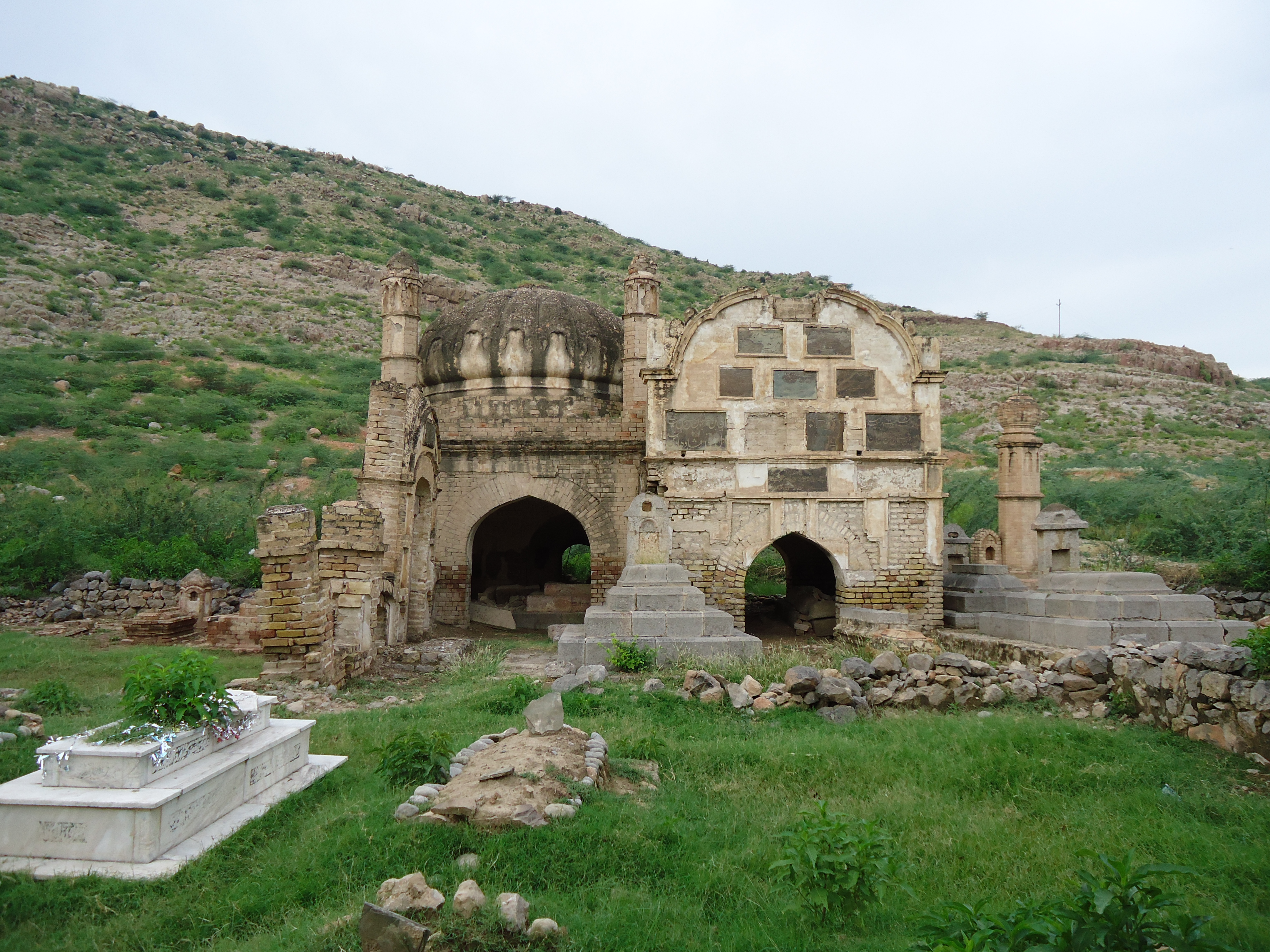
Cementerio de príncipes y princesas durranis del en Kohat, Khyber Pakhtunkhwa, Pakistán.

En la Edad Moderna, la tribu abdali de pastunes fue mencionada explícitamente por primera vez en fuentes de los mogoles y los safávidas. En el relato mogol de 1595 de Ain-i-Akbari, los abdali fueron mencionados como uno de los 'ulūs afganos' (confederaciones tribales de pastunes) asentados en el área de Kandahar, junto con los tarīn, paṇī y kākaṛ. Se ha postulado por eruditos que los abdali descienden de tribus heftalitas, que se establecieron en el actual Afganistán en la antigüedad y eran conocidos como ηβοδαλο (Ebodalo) en idioma bactriano.
Según el lingüista Georg Morgenstierne, el nombre tribal abdālī pudo tener 'algo que ver' con los heftalitas. Esta hipótesis fue respaldada por el historiador Aydogdy Kurbanov, que indicó que después del colapso de la confederación heftalita, probablemente se asimilaron con diferentes poblaciones locales y que los abdali pueden ser una de las tribus de origen heftalita. Los exploradores de la India británica del siglo XIX, Charles Masson y Henry W. Bellew, también sugirieron que había una relación directa entre los abdalis y los heftalitas.
Joseph T. Arlinghaus se refirió a una crónica siríaca de c. 555 que menciona a los julas, abdeli y eftalitas como tres de las tribus nómadas de las 'tierras de los hunos'. Arlinghaus vinculó a los 'julas' y los 'abdel' con los jalay (modernos ghilji) y los abdali (modernos durrani), respectivamente, argumentando que la relación entre los heftalitas, los jalay y los abdali puede remontarse hasta el siglo VI.
Yu. V. Gankovsky, un historiador soviético de Afganistán, también afirmaba que los heftalitas contribuyeron a la etnogénesis de los pastunes durrani. 

### Genealogía mítica
Según una genealogía mítica popular, registrada por el cortesano mogol del siglo XVII Nimat Allah al-Harawi en su libro Tārīkh-i Khān Jahānī wa Makhzan-i Afghānī, la tribu abdali descendía de su antepasado epónimo Abdāl (o Awdāl), que era hijo de Tarīn, que era hijo de Sharkhbūn, que era hijo de Saṛban (progenitor de la confederación tribal de los sarbani), que era hijo de Qais Abdur Rashid (progenitor de todos los pastunes). Qais Abdur Rashid era descendiente del jefe tribal Afghana (o Avagana], que fue descrito como nieto del rey israelita Saúl y comandante en jefe del ejército del profeta Salomón. 
También se decía que Qais era contemporáneo del profeta islámico Mahoma y pariente del comandante árabe Jálid ibn al-Walid. Cuando este convocó a Qais desde Ghor a Medina, Qais aceptó el Islam y el profeta lo rebautizó como Abdur Rashīd (que significa "Siervo del Guía del Camino Correcto" o "Siervo de Dios" en árabe). Abdur Rashid regresó a Ghor e introdujo allí el islamismo. El libro decía que el bisnieto de Abdur Rashid, Tarīn, tuvo tres hijos: «Uno era de tez negra y se llamaba Tōr (que significa "negro" en pastún); el otro era de tez blanca y se llamaba Spīn (que significa "blanco" en pastún); su tercer hijo se llamaba Abdāl (o Awdāl)». Los dos primeros hijos fueron los progenitores de los tarines modernos, que están estrechamente relacionados con los durranis y se dividen en dos clanes (Tor Tarin y Spin Tarin), mientras que el tercer hijo fue el progenitor de los durranis modernos.
El relato mogol de 1595  Ain-i-Akbari  también mencionaba la tradición de la ascendencia israelita entre los pastunes, lo que demuestra que la tradición ya era popular entre los pastunes del siglo XVI.

## Historia
Durante los siglos XVI y XVII, los abdali eran principalmente pastores, no se les conocía actividades agrícolas, aunque algunos de ellos se dedicaban al comercio terrestre. Los jefes de los abdali y los tarin (tribu pastún relacionada con los abdalis) fueron designados tanto por gobernadores safávidas como mogoles, y se les pedía que patrullaran las rutas de viaje para garantizar la seguridad de las caravanas de mercaderes que pasaban por Kandahar, que era una provincia ubicada en un corredor comercial estratégico que conectaba Indostán, Irán y Turquestán.

### Dinastía Hotaki

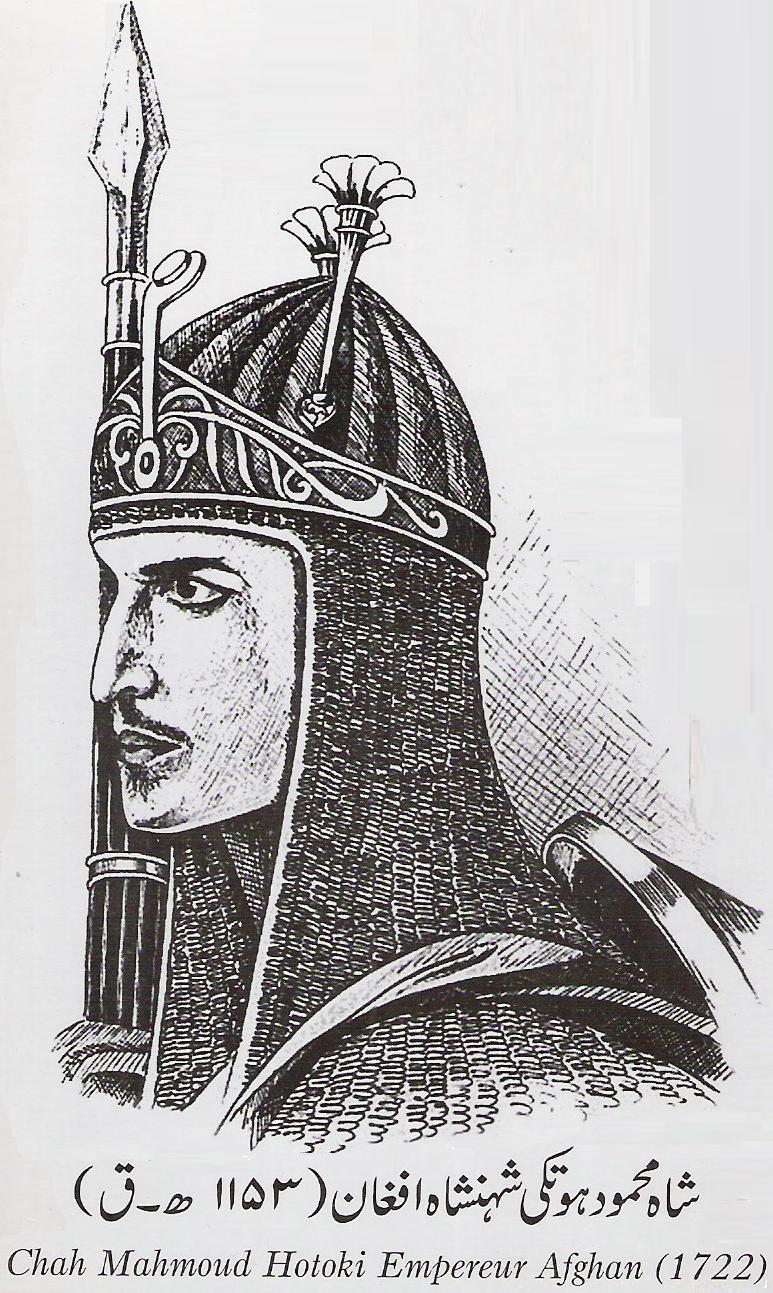
Rey Mahmud Hotak (1717-1725), cuya madre Janzada Sadozai era una durrani.

El primer emir ghilji de la dinastía Hotak, Mirwais Hotak (1709-1715), estaba casado con Janzada Sadozai, hija del jefe abdali, Jafar Khan Sadozai. Esto cimentó una alianza ghilji-abdali que jugó un papel importante en el ascenso de Mirwais a la autoridad política en Kandahar y en la revuelta exitosa contra los safávidas. Su hijo, Mahmud Hotak, conquistó Irán en 1722, y la ciudad iraní de Isfahán siguió siendo la capital de la dinastía durante seis años.
Durante el gobierno de Hotak, un contingente de abdalis fue a Herat para asumir el control de la provincia, reemplazando a los antiguos gobernadores nombrados por los safávidas. Zaman Khan Abdali, padre de Ahmad Shah Durrani, fue uno de los gobernadores abdali de Herat.

### Imperio durrani
En 1747, Ahmad Shah Durrani estableció el Imperio durrani con su capital en Kandahar. Adoptó el título de Shāh Durr-i-Durrān, 'Rey, Perla de Perlas', y cambió el nombre de su tribu 'abdali' a 'durrani' en su honor.
Ahmad Shah es ahora considerado el fundador del moderno estado de Afganistán. En unos pocos años, extendió su control desde Jorasán en el oeste hasta Cachemira y el norte de la India en el este, y desde Amu Daria en el norte hasta el mar Arábigo en el sur.

### Dinastía Barakzai
En 1823, el emir Dost Mohammed Khan, que pertenecía a la tribu Barakzai de los Durrani, fundó la dinastía Barakzai centrada en Kabul. A partir de entonces, sus descendientes gobernaron en sucesión directa hasta 1929 cuando el rey Amanulá Khan, bajo el que Afganistán obtuvo la independencia sobre su política exterior del Raj británico, se vio obligado a abdicar y su primo Mohamed Nadir Shah fue elegido rey posteriormente. La dinastía Barakzai gobernó el actual Afganistán hasta 1973 cuando Mohamed Zahir Shah, el último rey Barakzai, fue derrocado en un golpe incruenta por su primo Mohammed Daud Khan. El golpe acabó con el reino de los Barakzai y estableció la República de Afganistán (1973-1978).

### Período contemporáneo
El expresidente afgano Hamid Karzai (2001-2014), como Ahmad Shah Durrani, también pertenece al clan de los popalzai de los durrani.

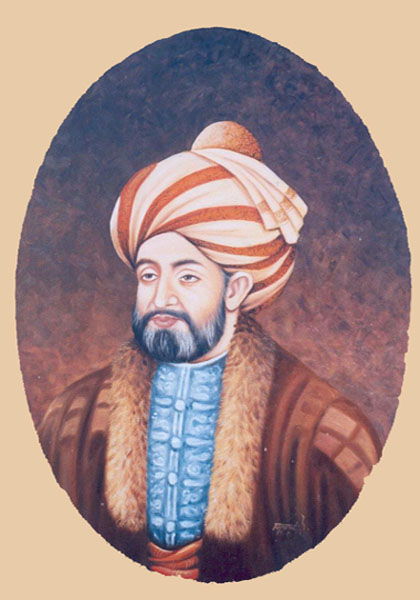
Ahmad Shah Durrani (1747–1772), fundador del Imperio afgano.
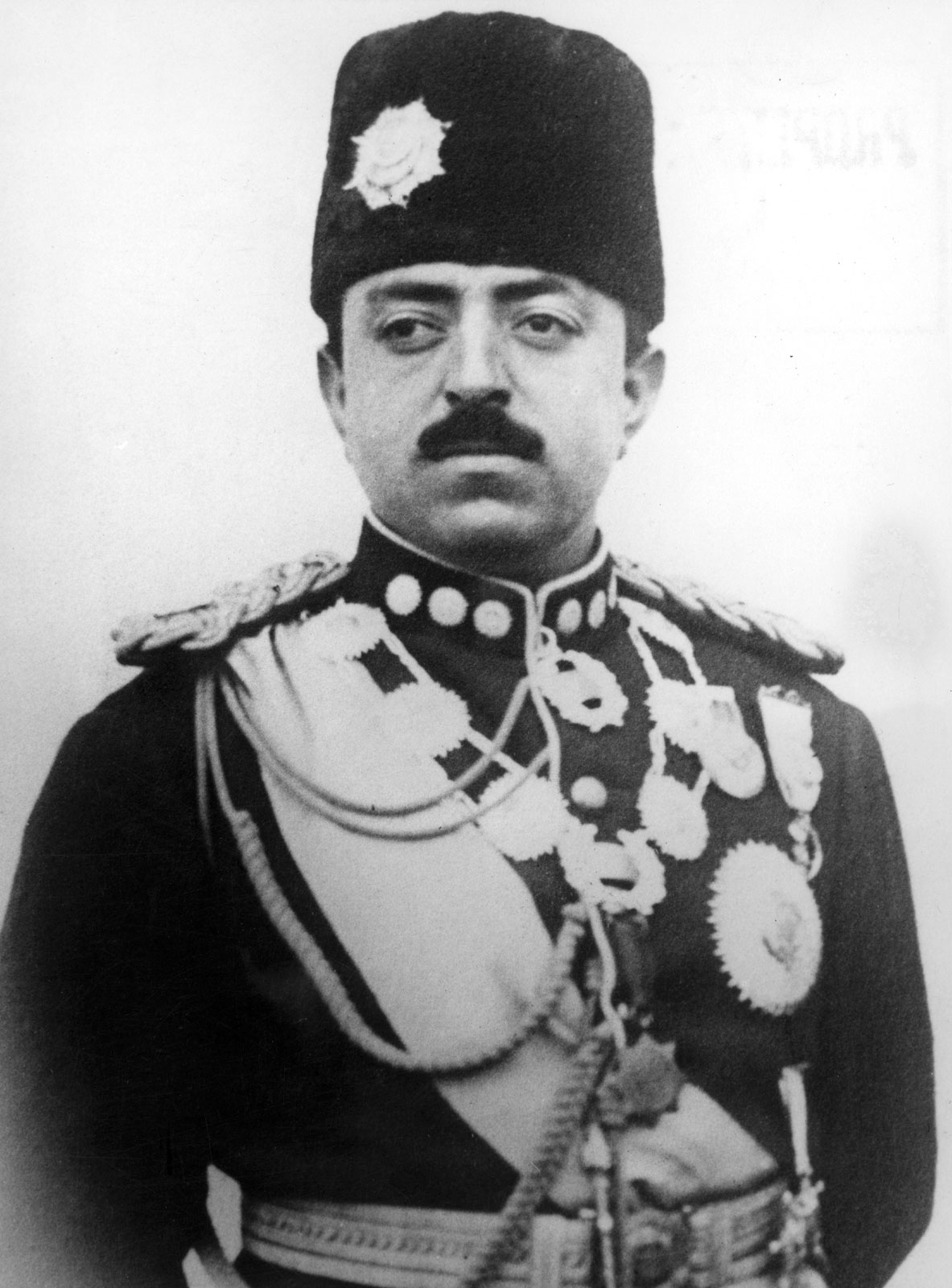
Rey Amanulá Khan (1919–1929), bajo el que Afganistán obtuvo del Raj británico, la independencia sobre su política exterior.
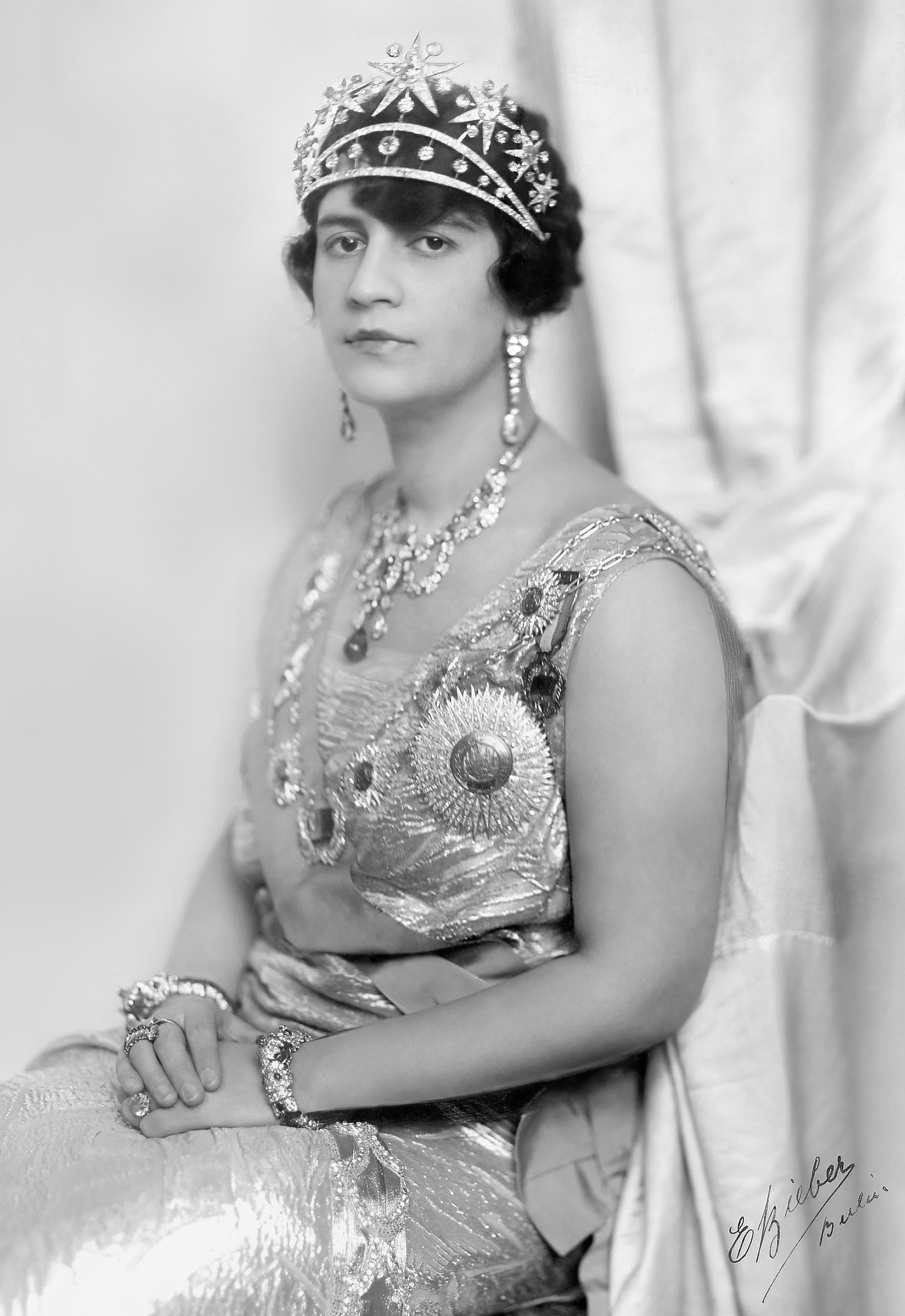
Reina Soraya Tarzi, esposa del rey Amanulá Khan.
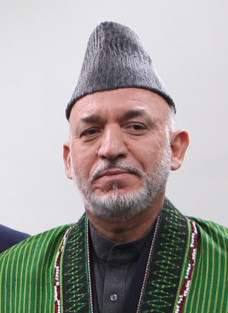
Hamid Karzai, expresidente afgano (2001–2014) y líder de los popalzai clan de los durranis.

## Dialecto pastún
Aunque muchos son bilingües en persa dari, los durrani del sur de Afganistán hablan pastún del sur, también conocido como 'pastún kandahari', el dialecto 'suave' del pastún. Está considerada una de las variedades más prestigiosas del pastún. Este dialecto conserva sibilantes retroflejas arcaicas [ʂ] y [ʐ], que se han fusionado en otros fonemas en otros dialectos. El pastún del sur también conserva las africadas [t͡s] y [d͡z], que se han fusionado en [s] y [z] en algunos dialectos.
La tribu tarin, históricamente, está estrechamente relacionada con los durrani. Aunque la mayoría de los tarin hablan pastún del sur, una pequeña parte del clan Spin de los tarin que vive al este de Quetta habla el dialecto único wanetsi (tarino) del pastún, que algunos lingüistas consideran lo suficientemente distintivo como para ser clasificado como un idioma propio. Según el lingüista Prods Oktor Skjaervo: 'El área pastún se dividió en dos grupos de dialectos en un período preliterario, representados hoy por un lado por todos los dialectos del pastún moderno y por el otro por wanetsi y por restos arcaicos en otros dialectos del sureste.'